# Claës Wersäll
Claës Richard Wersäll, född 17 november 1848 i Skara stadsförsamling, Skaraborgs län, död 19 december 1919 i Västerås församling, Västmanlands län, var en svensk landshövding, Sveriges finansminister och statsråd. Han var landshövding i Kopparbergs län 1893–1901 samt i Västmanlands län 1901–1916.

## Biografi
Wersäll blev konsultativt statsråd 6 november 1894 samt var chef för finansdepartementet 15 mars 1895 till 16 juli 1897. Han var ordförande i Kopparbergs läns och Västmanlands läns hushållningssällskap samt blev ståthållare 1901 på Västerås slott.
Weräll var Sveriges finansminister 1895–1897 i Regeringen Boström I.
Wersäll efterträdde Curry Treffenberg som landshövding i Kopparbergs län 1893. Han företrädde därefter Fredrik Holmquist 1901 samma år som han tillträdde motsvarande ämbete i Västmanlands län där han företräddes av Fredrik Hederstierna.

## Familj
Claës Wersäll var gift med Charlotta Wersäll, 1858–1924, född grevinna Lewenhaupt. Paret fick tio barn: Karl (1881–1945), Ture (1883–1965), Adolf  (1885–1963), Gustaf (1887–1973), Claës-Axel (1888–1951), Nils (1890–1939), Elisabeth (1892–1985), Johan (1894–1959), Lars (1898–1952) och Otto (1900–1983). Wersäll är morfars far till journalisten Lars Ryding, som i sin tur är morfar till skådespelaren Edvin Ryding.

## Utmärkelser

### Svenska utmärkelser
- Kommendör med stora korset av Nordstjärneorden, 1 december 1903.[7]
- Kommendör av första klassen av Nordstjärneorden, 15 maj 1895.
- Riddare av första klassen av Svärdsorden, 1889.[8]

### Utländska utmärkelser
- Riddare av första klassen av Preussiska Kronorden, senast 1905.[9]
- Riddare av första klassen av Ryska Sankt Annas orden, senast 1905.[9]
- Kommendör av första klassen av Norska Sankt Olavs orden, senast 1905.[9]